# Université technologique de Cross River
L'Université technologique de Cross River (également connue sous le nom de Cross River University of Technology, CRUTECH, est une institution supérieure appartenant à l'État située à Calabar, une zone de gouvernement local de l'État de Cross River, dans le sud du Nigeria. L'Université a été créée en 2002 après la fusion de trois établissements supérieurs: l'École polytechnique de Calabar, le Collège d'éducation et le Collège d'agriculture Ibrahim Babangida. Elle offre des cours diplômants aux niveaux premier cycle et cycle postgrade. L'université possède actuellement des campus à Calabar, Obubra, Ogoja et Okuku.